# Самоубийца (пьеса)
«Самоубийца» — пьеса Николая Эрдмана, написанная в 1928 году. При жизни автора не печаталась и не ставилась в театре. Одна из первых «чёрных комедий» в литературе.

## История создания
Эрдман начал работать над «Самоубийцей» сразу после премьеры «Мандата». Пьесу высоко оценили М. Горький, А. В. Луначарский и К. С. Станиславский (последний сравнил Эрдмана с Гоголем).
В 1928 году Эрдман и Мейерхольд подписали договор о постановке в театре, но Главрепертком её запретил. В газете «Рабочая Москва» вышла статья «Попытка протащить реакционную пьесу. Антисоветское выступление в Театре им. Мейерхольда». В Театре им. Е. Вахтангова поставить пьесу тоже не удалось. Репетиции опальной пьесы были разрешены К. С. Станиславскому после его личного письма Сталину, однако, когда спектакль был готов, Сталин наложил на него запрет:

…Я не очень высокого мнения о пьесе «Самоубийца». Ближайшие мои товарищи считают, что она пустовата и вредна…— из письма Станиславскому от 9 ноября 1931 года
В 1932 году Мейерхольд снова ставит «Самоубийцу», но после закрытого просмотра спектакль был запрещён партийной комиссией, которую возглавлял Л. Каганович.
Во время хрущёвской оттепели попытки поставить или опубликовать пьесу возобновились. В 1982 году В. Плучек ставит пьесу в Театре Сатиры, однако вскоре после премьеры спектакль снимают с репертуара. Спектакли в Театре имени Вахтангова, в Театре на Таганке также были запрещены.
Впервые пьеса была опубликована на русском языке в 1969 году в ФРГ. В том же году в Гётеборге (Швеция) она была впервые поставлена на театральной сцене.
В начале 70-х годов пьеса была переведена на немецкий язык. Ставилась в театрах Цюриха, Западного Берлина, Вены, Мюнхена, Франкфурта-на-Майне. Затем появились постановки во Франции, Канаде, США (Нью-Йорк, Вашингтон, Чикаго и другие города). В Англии пьесу играла труппа «Королевской шекспировской компании».
В 1982 году бывший актёр ГосТиМа Валентин Плучек поставил многострадальную пьесу Эрдмана в Московском театре Сатиры, но прожил спектакль недолго и вскоре был запрещён; лишь в 1986 году Плучек смог возобновить «Самоубийцу».
В СССР пьеса была впервые опубликована в 1987 году в журнале «Современная драматургия» (№ 2).

## Действующие лица
- Подсекальников Семён Семёнович.
- Мария Лукьяновна — его жена.
- Серафима Ильинична — его тёща.
- Александр Петрович Калабушкин — их сосед.
- Маргарита Ивановна Пересветова.
- Степан Васильевич Пересветов.
- Аристарх Доминикович Гранд-Скубик.
- Егорушка (Егор Тимофеевич).
- Никифор Арсентьевич Пугачёв — мясник.
- Виктор Викторович — писатель.
- Отец Елпидий — священник.
- Клеопатра Максимовна.
- Раиса Филипповна.
- Старушка.
- Олег Леонидович.
- Молодой человек — глухой, Зинка Падеспань, Груня, хор цыган, два официанта, модистка, портниха, два подозрительных типа, два мальчика, трое мужчин, церковные певчие — хор, факельщики, дьякон, две старушки, мужчины, женщины.

## Сюжет
Подсекальников живёт с женой и тёщей в коммунальной квартире. Он не работает, и мысль об иждивенчестве его очень угнетает. Поссорившись с женой из-за ливерной колбасы, он решает покончить с собой. Жена с тёщей и сосед Калабушкин пытаются отговорить его, однако многим его самоубийство оказывается на руку.
Аристарх Доминикович:

Так нельзя, гражданин Подсекальников. Ну, кому это нужно, скажите, пожалуйста, «никого не винить». Вы, напротив, должны обвинять и винить, гражданин Подсекальников. Вы стреляетесь. Чудно. Прекрасно. Стреляйтесь себе на здоровье. Но стреляйтесь, пожалуйста, как общественник. <…> Вы хотите погибнуть за правду, гражданин Подсекальников. <…> Погибайте скорей. Разорвите сейчас же вот эту записочку и пишите другую. Напишите в ней искренне все, что вы думаете. Обвините в ней искренне всех, кого следует.

Клеопатра Максимовна хочет, чтобы Подсекальников застрелился ради неё, Виктор Викторович — ради искусства, а отец Елпидий — ради религии.

Незабвенный покойник пока ещё жив, а предсмертных записок большое количество. <…> «Умираю, как жертва национальности, затравили жиды». «Жить не в силах по подлости фининспектора». «В смерти прошу никого не винить, кроме нашей любимой советской власти».

Предприимчивый Калабушкин собирает с них по пятнадцать рублей, намереваясь устроить лотерею.
Но Подсекальников вдруг понимает, что ему вовсе не хочется умирать. Он задумывается о жизни и смерти:

Что такое секунда? Тик-так… И стоит между тиком и таком стена. Да, стена, то есть дуло револьвера… И вот тик, молодой человек, это ещё всё, а вот так, молодой человек, это уже ничего. <…> Тик — и вот я ещё и с собой, и с женою, и с тёщею, с солнцем, с воздухом и водой, это я понимаю. Так — и вот я уже без жены… хотя я без жены — это я понимаю тоже, я без тёщи… ну, это я даже совсем хорошо понимаю, но вот я без себя — это я совершенно не понимаю. Как же я без себя? Понимаете, я? Лично я. Подсекальников. Че-ло-век.

На следующий день Подсекальникову устраивают роскошный прощальный банкет, и он осознаёт значимость своего самоубийства:

Нет, вы знаете, что я могу? Я могу никого не бояться, товарищи. Никого. Что хочу, то и сделаю. Все равно умирать. <…> Я сегодня над всеми людьми владычествую. Я — диктатор. Я — царь, дорогие товарищи.

Через несколько часов в квартиру, где жил Подсекальников, привозят его бездыханное тело: он мертвецки пьян. Придя в себя, Подсекальников сначала считает, что его душа на небесах, принимает жену за Богородицу, а тёщу за ангела. Но когда Мария Лукьяновна и Серафима Ильинична убеждают его, что он ещё на этом свете, Подсекальников сокрушается, что напился и пропустил назначенное время самоубийства. Увидев, что к дому идут Гранд-Скубик, Пугачёв, Калабушкин, Маргарита Ивановна, отец Елпидий и другие, он прячется в гроб. Его принимают за мёртвого, над ним произносят торжественные речи, но на кладбище Подсекальников не выдерживает и встаёт из гроба:

Товарищи, я хочу есть. Но больше, чем есть, я хочу жить. <…> Товарищи, я не хочу умирать: ни за вас, ни за них, ни за класс, ни за человечество, ни за Марию Лукьяновну.

Пьеса заканчивается словами Виктора Викторовича, что Федя Питунин застрелился, оставив записку «Подсекальников прав. Действительно жить не стоит».

## Отзывы о пьесе
Н. Я. Мандельштам:
«По первоначальному замыслу пьесы, жалкая толпа интеллигентишек, одетых в отвратительные маски, наседает на человека, задумавшего самоубийство. Они пытаются использовать его смерть в корыстных целях… 

Эрдман, настоящий художник, невольно в полифонические сцены с масками обывателей [так любили называть интеллигенцию, а „обывательские разговоры“ означало слова, выражающие недовольство существующими порядками] — внёс настоящие пронзительные и трагические ноты. Но в первоначальный замысел (анти-интеллигентский, анти-обывательский) прорвалась тема человечности. Отказ героя от самоубийства тоже переосмыслился: жизнь отвратительна и непереносима, но надо жить, потому что жизнь есть жизнь. Это пьеса о том, почему мы остались жить, хотя всё толкало нас на самоубийство».
В. Н. Плучек:
Подсекальников, несмотря ни на что, человек, жалкий человек, почти нечеловек. Смиренный, жалкий, он решает бросить вызов человечеству: уйти из жизни. Он так ничтожен, так загнан, что решение его — подвиг, достойный японского камикадзе. Герой московского мещанства чудом преображается в мирового героя и произносит свой монолог о цене секунды. Он вдруг осознает, что назначенное время прошло, а он жив.
М. Д. Вольпин:
«А всё ведь дело в том, что это написано как стихи, таким ритмом и в таком порядке — его пьесы и невозможно играть как бытовые: получается плоско и даже пошло. Если когда-нибудь у кого-то выйдет удачно „Самоубийца“, то обязательно будет звучать не бытовая речь, а как будто стихами написанная. Правильно сравнивают с „Ревизором“. Я думаю, что по концентрации стихотворной энергии, да и по юмору… это даже выше, чем „Ревизор“…»

### Критика о пьесе
А. Василевский:
«Самоубийца» открыто тяготеет к широким социальным обобщениям. Сюжетный узел пьесы возник из той сцены «Бесов» Достоевского, когда Петруша Верховенский обращается к Кириллову, готовому покончить с собой: вам, дескать, все равно, за что умирать, так уж вы напишите бумажку, что это вы Шатова убили. 

Трагедийная ситуация повторяется как фарс: к новейшему самоубийце «из-за ливерной колбасы» Подсекальникову стекаются просители. Его соблазняют: вы станете героем, лозунгом, символом; но все заканчивается скандалом: Подсекальников расхотел умирать; он по-настоящему никогда и не хотел умирать. Он не хотел быть героем.

## Постановки в театре

### Первые постановки
- 1969 — Гётеборг, режиссёр Ю. Фальк (первая постановка)
- 1970 — Цюрих, режиссёр Макс Амман (первая в Германии)
- 1980 — Театр «Контакт» (Торонто, Канада), режиссёр А. Ричардсон (первая на английском языке)
- 1979 — Режиссёр Йонас Юрасас, Подсекальников — Ричард Дженкинс (первая в США)
- 1982 — Московский академический театр сатиры, режиссёр Валентин Плучек, Подсекальников — Роман Ткачук (первая в СССР)

### Известные постановки
- 1980 — Август Уилсон, режиссёр Йонас Юрасас, Подсекальников — Дерек Джекоби
- 1983 — театр-студия «Синий мост», Ленинград. Постановка Кирилла Датешидзе. Премьера 18 мая 1983 года.
- 1984 — Любительский театр Новосибирского Академгородка «Лицедеи», режиссёр Вячеслав Новиков (первый спектакль — 4 декабря 1984 г.)[источник не указан 4480 дней]
- 1988 — Пермский театр «У Моста», режиссёр — Сергей Федотов
- 1988 — Омский академический театр драмы, режиссёр — Георгий Цхвирава. Подсекальников - Сергей Лысов.
- 1989 — Челябинский драматический театр, режиссёр Наум Орлов
- 1990 — Театр на Таганке, режиссёр-постановщик — Юрий Любимов (ранее запрещалась)
- 1993 — Тверской государственный театр кукол, режиссёр-постановщик — Заслуженный деятель искусств РФ Сергей Белкин
- 1997 — Кишинёвский русский драматический театр им. Чехова, режиссёр — Бэно Аксёнов, художник - Стефан Садовников, музыкальное оформление Артур Аксёнова. Подсекальников — Михаил Миликов, Мария, его жена - Зинаида Чеботарь, Серафима Ильинична, его тёща - Людмила Колохина.
- 1999 — Студенческий театр университета Канзаса (США) — на английском языке (перевод Джона Фридмана), режиссёр Вениамин Смехов
- 2001 — Театр на Юго-Западе, режиссёр — Валерий Белякович
- 2003 — Театр русской комедии[9]
- 2003 — Народный студенческий театр АРТ (Новополоцк, Белоруссия), режиссёр — А. Шелепова
- 2004 — Комеди Исраэль (Израиль), режиссёры — Семён Ронкин, Евгений Кулибка
- 2005 — Театр имени Пушкина, режиссёр Роман Козак[10]
- 2005 — Любительский Русский театр Хьюстона (США)[11], режиссёр Владимир Штерн[12] (первый спектакль — 20 марта 2005 г.)
- 2006 — Российский академический молодёжный театр, режиссёр Вениамин Смехов[13] (премьера — 24 марта 2006 г.)
- 2007 — Иркутский академический драматический театр имени Н. П. Охлопкова, режиссёр — Геннадий Гущин[14]
- 2008 — Новосибирский драматический театр «Старый дом», режиссёр Сергей Бобровский
- 2009 - Омский театр для детей и молодежи (Омский ТЮЗ), режиссёр - Владимир Юрьевич Ветрогонов [15][16]
- 2011 — Театр-студия «Первый театр» (Новосибирск), режиссёр — Павел Южаков
- 2012 — Народный театр «Сфера», Торопец, режиссёр И. М. Полякова
- 2012 — Хайфский городской театр, режиссёр Идар Рубенштейн
- 2012 — Саратовский академический театр юного зрителя им. Ю. П. Киселёва, режиссёр М. Бычков
- 2013 — Театральная студия «8+», Вена, режиссёр-постановщик — Ольга Борисова
- 2013 — СПбГАТИ мастерская А. А. Праудина, студенческая работа. реж. А. Кладько, худ. И. Каневский
- 2013 — Wokingham Theatre, UK — на английском языке, реж. Lloyd White, перевод Peter Tengel
- 2013 — Театральный клуб ДеДа, постановка Дениса Давыдова, Москва
- 2013 — Серовский театр драмы им. А. П. Чехова, режиссёр Пётр Незлученко[17]
- 2014 — Народный театр «РаёкЪ», Вологда, режиссёр — А. В. Волотовский
- 2014 — Театр «Фэнчао» («Пчелиный улей»), Пекин, режиссёр-постановщик — Мэн Цзинхуэй
- 2014 — Linda Gross Theater (Atlantic Theater Company), Нью-Йорк — на английском языке, реж. Neil Pepe. Адаптация Moira Buffini
- 2015 — Студия театрального искусства, режиссёр — Сергей Женовач
- 2015 — Театр имени Ермоловой, режиссёр — Денис Азаров
- 2016 — Молодёжный театр Верим, Украина
- 2017 — Дзержинский театр драмы (Нижегородская обл.), режиссёр — Сергей Стеблюк
- 2018 — Гастрольный спектакль Театра Комедии — Comedy Israel (режиссёр — Семён Ронкин) на сцене Московского Театра на Таганке
- 2018 — Криворожский академический театр драмы и музыкальной комедии имени Тараса Шевченко — режиссёр-постановщик Михаил Мельников
- 2018 — Театр на Малой Бронной, режиссёр — Екатерина Дубакина
- 2019 — Ереванский русский драматический театр имени Константина Станиславского
- 2019 — Новосибирский государственный театральный институт, мастерская П. В. Южакова, студенческая работа. Режиссёр — Павел Южаков
- 2020 — Московский драматический театр на Перовской, режиссёр - Дмитрий Акриш
- 2022 — Мастерская н.а.России Ю.С Лазарева,  дипломная студенческая работа Павлова Ильи на площадке университета СПБГУП
- 2022 — Театра им. Вахтангова, постановка Павла Сафонова
- 2022 — Красноярский драматический театр им. А.С. Пушкина, режиссёр — Олег Рыбкин
- 2024 — Новосибирский академический молодёжный театр "Глобус", режиссёр — Лев Северухин
- 2024 — Московский художественный театр им. А.П. Чехова, режиссёр — Николай Рощин
- 2024 - Театральная лаборатория "Осколки"[18] (г.Зеленоградск Калининградской области), режиссер - Антон Контушев

## Экранизации
- 1990 — «Самоубийца», режиссёр и сценарист Валерий Пендраковский
- 2013 — «Самоубийца», фильм-спектакль, режиссёры-постановщики Алексей Горовацкий, Вениамин Смехов[19]